# Penium cylindrus
Penium cylindrus là một loài Song tinh tảo trong họ Desmidiaceae, thuộc chi Penium.